# غیر موانگگام
غیر موانگگام (تایلندی: นนท์ ม่วงงาม؛ زادهٔ ۲۰ آوریل ۱۹۹۷) بازیکن فوتبال اهل تایلند است.
از باشگاه‌هایی که در آن بازی کرده‌است می‌توان به باشگاه فوتبال پلیس ترو اشاره کرد.
وی همچنین در تیم‌های ملی فوتبال زیر ۱۷ سال فرانسه، Thailand national under-21 football team، و زیر ۲۳ سال تایلند بازی کرده‌است.
وی در مسابقات کشوری و بین‌المللی در مجموع برندهٔ ۱ مدال طلا شده‌است.